# Chico Rooks
El Chico Rooks fue un equipo de fútbol de los Estados Unidos que alguna vez jugó en la NPSL, la quinta liga de fútbol en importancia en el país.

## Historia
Fue fundado en el año 1993 en la ciudad de Chico, California como miembro de la USISL y compitiendo en la tercera división hasta el 2001, periodo en el que ganó dos títulos divisionales.
En el año 2002 deciden bajar un nivel y formar parte de la USL Premier Development League, en la que lograron el título divisional, pero no clasificaron a los playoffs, lo que motivó al equipo a bajar de nivel otra vez y jugar en la NPSL como uno de los clubes fundadores de la nueva liga.
Militaron en la quinta división por cuatro temporadas hasta el 2006, año en el que la gerencia del club decidió que no participarían en la temporada 2007 debido a una reorganización del club y que regresarían más adelante. No retornaron a la liga y la liga canceló la franquicia al finalizar la temporada 2007.

## Palmarés
- MPSL Temporada Regular: 1

2004
- USL PDL Southwest Division: 1

2002
- USL D-3 Pro League Western Division: 2

1999, 2000

## Temporadas
| Año  | División | Liga                 | Temporada Regular  | Playoffs                 | US Open Cup      |
| ---- | -------- | -------------------- | ------------------ | ------------------------ | ---------------- |
| 1993 | 3        | USISL                | 4.º, Pacific       | Semifinal Divisional     | No participó     |
| 1994 | 3        | USISL                | 4.º, Pacific       | Sizzling Nine            | No participó     |
| 1995 | 3        | USISL Pro League     | 2.º, Western North | 1.ª ronda                | Cuartos de final |
| 1996 | 3        | USISL Pro League     | 4.º, Western       | Semifinales              | No clasificó     |
| 1997 | 3        | USISL Pro League     | 3.º, West          | Final Divisional         | No clasificó     |
| 1998 | 3        | USISL D-3 Pro League | 2.º, West          | Semifinal Divisional     | No clasificó     |
| 1999 | 3        | USISL D-3 Pro League | 1.º, Western       | Semifinal                | 1.ª ronda        |
| 2000 | 3        | USISL D-3 Pro League | 1.º, Western       | Semifinal de Conferencia | No clasificó     |
| 2001 | 3        | 2.º, Western         | 2.ª ronda          | Semifinal de Conferencia | No clasificó     |
| 2002 | 4        | USL PDL              | 1.º, Southwest     | No clasificó             | 1.ª ronda        |
| 2003 | 5        | MPSL                 | 2.º                | Semifinal                | 1.ª ronda        |
| 2004 | 5        | MPSL                 | 1.º                | Semifinal                | 1.ª ronda        |
| 2005 | 5        | NPSL                 | 3.º, Western       | No clasificó             | No clasificó     |
| 2006 | 5        | NPSL                 | 5.º, Northwest     | No clasificó             | No clasificó     |

## Entrenadores
- David Stahl (1993-2006)